# Avril 1941
Les événements concernant la Seconde Guerre mondiale sont détaillés dans l'article Avril 1941 (Seconde Guerre mondiale). 

## Événements
- Roosevelt accepte qu’une partie de l’aide américaine accordée au Royaume-Uni soit envoyée au Moyen-Orient.
- 1er avril : coup d’État panarabique en Irak. Le régent et Nuri as-Said s’enfuit et Rachid Ali al-Gillani, soutenu par l'Allemagne et les officiers, est rappelé au pouvoir (fin le 29 mai). Les Britanniques et les Américains refusent de reconnaître le nouveau pouvoir. Londres débarque des troupes à Bassorah.

- 2 avril : 
  - Juan Antonio Ríos Morales, président du Chili (fin en 1946).
  - Premier vol du premier chasseur à réaction, le Heinkel He 280.

- 3 avril : le premier ministre hongrois Pál Teleki, déchiré entre la rupture avec Londres ou avec l’Allemagne, se suicide. Gouvernement de László Bárdossy en Hongrie (fin en 1942).

- 4 avril : 
  - Les troupes de Rommel reprennent Benghazi.
  - Invasion de la Yougoslavie. Les armées allemandes envahissent le royaume de Yougoslavie après avoir pratiquement rayé Belgrade de la carte par un bombardement massif.
  - Les Allemands font la conquête de la Grèce.

- 5 avril : 
  - À Moscou un traité d'amitié et de non-agression est signé entre l'Union des républiques socialistes soviétiques et la Yougoslavie
  - Prise d’Addis-Abeba par les Alliés.

- 6 avril : 
  - En réponse à la signature du traité d'amitié et de non-agression entre l'Union des républiques socialistes soviétiques et la Yougoslavie, les forces allemandes, hongroises et italiennes envahissent la Yougoslavie et la Grèce.
  - Opération Châtiment

- 9 avril : 
  - La première division blindée allemande brise le front sur la route Sofia-Belgrade, la deuxième division blindée allemande s’empare de Salonique.
  - Canada : obtention de la Charte pour les Cadets de l'aviation royale du Canada, créant un des plus grands groupes jeunesse canadien.
  - Brésil : création d’une grande entreprise métallurgique à Volta Redonda, la Companhia Siderúrgica Nacional.

- 10 avril : 
  - Proclamation de l'État indépendant de Croatie.
  - Le Groenland est occupé par les États-Unis.
  - En Yougoslavie, les allemands s'emparent de Zagreb
  - Slavko Kvaternik fonde une Croatie indépendante et pro-fasciste, augmentée de la Bosnie-Herzégovine, avec pour Poglavnik (führer) Ante Pavelić soutenu par les oustachis.
  - Josip Broz dit Tito devient le chef croate de la résistance communiste en Yougoslavie.

- 11 avril : 
  - Déclaration du maréchal Pétain : « L'honneur nous commande de ne rien entreprendre contre nos anciens alliés ».
  - Début du siège de Tobrouk par l'Afrika Korps.
  - Yougoslavie : l’armée hongroise occupe la Bácska, le triangle de Baranya et l’espace de la rivière Mura. Quelques mois après, elle se livre à des atrocités contre Serbes et Juifs.

- 12 avril :  reddition de Belgrade.

- 13 avril : 
  - Le Japon et l'URSS signent un pacte de non agression.
  - Entrée des troupes allemandes dans Belgrade.

- 14 avril :
  - L'Afrikakorps atteint la frontière égyptienne.
  - Le réseau de résistance français « Alliance » est rattaché à l'Intelligence Service britannique.

- 15 avril : victoire navale britannique sur l'Italie à la bataille des îles Kerkennah en Tunisie.

- 15 avril - 5 mai : grève des mineurs de la vallée du Jiu en Roumanie.

- 16 avril :  violent raid aérien sur Londres.

- 17 avril : 
  - Capitulation de la Yougoslavie.
  - Un gouvernent d'exil est formé à Londres.
  - La Yougoslavie est démantelée en sept régions, que s'octroient vainqueurs et voisins.
  - Des dizaines de milliers de soldats yougoslaves entrent dans la clandestinité. Le royaume est démembré. L’Italie obtient la Dalmatie, une partie de la Slovénie et le Monténégro. L’Allemagne nazie prend le reste de la Slovénie, la Hongrie l’ouest de la province serbe de Voïvodine et la Bulgarie la majeure partie de la Macédoine. Les Allemands installent un gouvernement de collaborateurs en Serbie sous l’autorité du général Milan Nedić.

- 18 avril : premier vol du prototype de chasseur à réaction Messerschmitt Me 262 alors propulsé par des moteurs à piston en raison de l'indisponibilité de ses réacteurs.

- 19 et 20 avril :  violents raids aériens sur Londres.

- 20 avril : Alfred Rosenberg est nommé ministre du Reich pour les territoires occupés d’Europe de l’Est.

- 22 avril : les allemands entrent à Thessalonique en Grèce

- 23 avril :  le gouvernement grec est évacué en Crète.

- 24 avril : l’amiral Decoux, gouverneur général de l'Indochine française, impose sur le trône du protectorat du Cambodge Norodom Sihanouk (fin en 1955), tandis que l'empire du Japon encourage la minorité nationaliste.

- 24 - 25 avril :  Opération Démon, évacuation du Corps expéditionnaire britannique en Grèce vers la Crète et l’Égypte.

- 27 avril : Athènes est occupée par des troupes allemandes, le drapeau nazi flotte sur l'Acropole.

- 29 avril : l’Afrikakorps atteint la frontière égyptienne où son offensive est contenue par les Britanniques. L’aviation allemande parvient à rendre inutilisable le canal de Suez.

- 30 avril : 
  - l’armée irakienne met le siège devant la base aérienne de Habbanniya, près de Bagdad. L’aviation britannique bombarde les lignes irakiennes tandis qu’une force de secours est mise sur pied en Palestine. Elle traverse l’Irak et parvient à dégager Habbaniyya.
  - Premier vol du bombardier en piqué Vultee A-31.

## Naissances
- 1er avril : David Childs, architecte américain († 26 mars 2025).
- 3 avril : Eric Braeden, acteur allemand naturalisé américain.
- 8 avril : Vivienne Westwood, créatrice de mode britannique († 29 décembre 2022).
- 10 avril : Gilles de Robien, homme politique français.
- 11 avril : Frederick H. Hauck, astronaute américain.
- 13 avril : Jean-Marc Reiser dit Reiser, dessinateur français († 5 novembre 1983).
- 14 avril : Gerald Cohen, philosophe.
- 17 avril : 
  - Billy Fury, chanteur britannique.
  - Othman Battikh, Universitaire, religieux et homme politique tunisien († 25 octobre 2022).
- 19 avril : Michel Roux Sr, chef de cuisine français († 12 mars 2020).
- 20 avril : 
  - Ryan O'Neal, acteur américain († 8 décembre 2023).
  - Jacques Ramouillet, alpiniste français.
- 21 avril : David Boren, politicien américain († 20 février 2025).
- 24 avril : John Williams, guitariste australien.
- 26 avril : Guy Mathot, homme politique belge († 21 février 2005).
- 25 avril : Bertrand Tavernier, réalisateur français († 25 mars 2021).
- 27 avril : Fethullah Gülen, écrivain, philosophe turc, inspirateur du Hizmet appelé aussi le mouvement Gulen († 20 octobre 2024).
- 28 avril : K. Barry Sharpless, chimiste américain.
- 29 avril : Gérard Daucourt, évêque catholique français, évêque de Nanterre.

## Décès
- 13 avril : Annie Jump Cannon, astronome américaine.
- 16 avril : Émile Bernard, peintre postimpressionniste.
- 22 avril : Sisowath Monivong, roi du Cambodge (° 1875).